# Sarracena leptaliaria
Sarracena leptaliaria là một loài bướm đêm trong họ Geometridae.